# بوب بريدغر
بوب بريدغر (بالإنجليزية: Bub Bridger)‏ هي كاتِبة وشاعرة نيوزيلندية، ولدت في 15 يوليو 1924، وتوفيت في 8 ديسمبر 2009.